# José María Lamamié de Clairac
José María Lamamié de Clairac y de la Colina (Salamanca, 16 de agosto de 1887-Salamanca 27 de abril de 1956) fue un político carlista español. Apoyó la causa tradicionalista, hasta principios de la década de 1930 como integrista y luego como carlista. Entre los primeros encabezó la rama regional de León, entre los segundos ascendió al ejecutivo a nivel nacional y se convirtió en uno de los líderes del partido a finales de los años treinta y cuarenta. Entre 1915 y 1920 fue miembro del ayuntamiento de Salamanca; y entre 1931 y 1936 fue diputado durante dos mandatos en las Cortes de la Segunda República.

## Biografía

### Familia y juventud

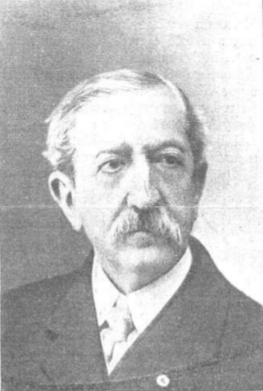
Su padre, el político integrista Juan Lamamié de Clairac

La familia Lamamié es originaria del Languedoc francés. Etienne La Mamye de Clairac fue un militar que ocupó altos cargos administrativos en Flandes a finales del siglo XVII cuyo hijo llegó a España con Felipe de Anjou en la década de 1720 y pasó a ser conocido como Claudio Lamamié de Clairac y Dubois sirviendo en varios puestos de mando militar durante las siguientes 4 décadas. El hijo de Claudio, Miguel Lamamié de Clairac y Villalonga fue el primero en establecerse en unas tierras que le fueron concedidas cerca de Salamanca a finales del siglo XVIII. Su hijo, el abuelo de José María, José Ramón Lamamié de Clairac y Tirado (1784-1847), militar como sus antepasados, luchó contra los franceses durante las guerras napoleónicas; aunque se benefició enormemente de la desamortización liberal,se volvió partidario de los carlistas.Su hijo, el padre de José María, Juan Lamamié de Clairac y Trespalacios (1831-1919), estuvo entre los mayores terratenientes provinciales.Detenido por planear un levantamiento legitimista,regresó del exilio en la década de 1870. Fue propietario de numerosas revistas provinciales carlistas.En la década de 1880, Juan Lamamié se unió a la escisión integrista del tradicionalismo y fue el jefe regional de León; entre 1907 y 1910 fue diputado integrista en las Cortes y entró en la ejecutiva nacional del partido.
 

Tras la muerte sin descendencia de su esposa, en 1882 Lamamié de Clairac y Trespalacios se volvió a casar con Celestina de la Colina Fernández-Cavada (1859-1946),natural de Burgos. La pareja tuvo al menos 8 hijos, nacidos cuando el padre tenía entre 50 y 60 años; 4 de ellos murieron en la primera infancia. José María nació como tercer hijo, pero como su hermano mayor falleció y el segundo se hizo religioso, fue él quien heredó el patrimonio familiar. Algunas fuentes sugieren que recibió su educación inicial en el Instituto General y Técnico de Salamanca,otras sostienen que frecuentó el Seminario de Salamanca, luego estudió con “los jesuitas en Comillas”, y obtuvo el bachillerato en el colegio jesuita de Valladolid alrededor de 1905. Luego estudió Derecho en Valladolid y se licenció con excelentes notas en 1909; algunas fuentes mencionan también su educación agrícola. 

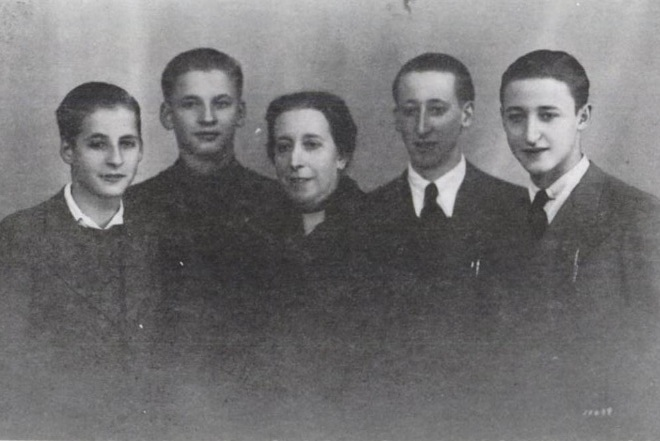
Su esposa, Sofía Alonso Moreno, rodeada de sus hijos.

En 1910Lamamié se casó con una muchacha local, Sofía Alonso Moreno (1887-1970); ella provenía de la familia burguesa local. Se establecieron en la finca de la familia Lamamié en la provincia de Salamanca, entre Alba de Tormes y Babilafuente.Aunque a menudo se hace referencia a Lamamié en la historiografía como “rico ganadero y terrateniente”o “grande terrateniente”no está claro cuál era el tamaño real de sus propiedades. Varias fuentes afirman que la pareja tuvo entre 9 y 11 hijos.Criados en un ambiente muy religioso,al menos 6 de ellos ingresaron en órdenes religiosas;algunos ejercieron en Estados Unidos, algunos alcanzaron prominencia local y un hijo, José María de Clairac y Alonso, murió en combate como capellán requeté en la Guerra Civil en 1937.Aunque el heredero de la familia Tomás Lamamié de Clairac Alonso no se convirtió en una figura pública ocupó altas funciones ejecutivas en SEAT y otras empresas.

### Actividad pública temprana
En 1904-1906, cuando era adolescente, Lamamié firmó varias cartas abiertas, generalmente en protesta por supuestas medidas oficiales anticatólicas o por profesar públicamente la fe cristiana.Se ganó su nombre en los libros de historia ya en 1908, cuando dentro de un grupo de nueve firmantes igualmente jóvenes, incluido Ángel Herrera Oria,cofundó la Asociación Católica Nacional de Jóvenes Propagandistas, más tarde y actualmente conocida como Asociación Católica de Propagandistas (ACdP).De hecho, en 1909-1914 participó en la propaganda católica, destacando, por ejemplo, hablando en mítines católicos locales,en comités que coordinaban proyectos religiosos, saludando a los obispos, ocupando un lugar destacado en las fiestas localeso colaborando con el diario El Salmantino.En algún momento de la década de 1910, Lamamié abandonó el ACNDP, acusándolos de "traicionar la causa católica".
A principios de la década de 1910 Lamamié abrió su propio bufete de abogados en Madrid, aunque poco se sabe de su actividad; permaneció activo en el negocio de trigo de la familia Salamanca.En ese momento ya era vicepresidente de la sección local del partido integrista.A mediados de la década de 1910, se acercó a la facción maurista a la derecha de los conservadores,y en 1915 decidió postularse como candidato integrista al ayuntamiento de Salamanca resultando elegido.Como único concejal integrista, tendía a aliarse con miembros mauristas, pero también con miembros jaimistas.Las notas de prensa lo presentan como un político activo y beligerante, preocupado principalmente por cuestiones económicas; dada la pesada carga de la deuda de la ciudad y los problemas financieros resultantes.En 1917 apoyó el nombramiento gubernamental de un nuevo alcalde.A finales de la década de 1910, Lamamié ya presidía el trabajo de algunos comités municipales.Inicialmente se suponía que iba a postularse para la reelección; sin embargo, por razones que aún no están claras, probablemente estaban relacionadas con conversaciones fallidas de coalición,se retiró de la carrera y cesó como concejal en 1920.
Ya a finales de la década de 1910 y gracias a sus conexiones con parlamentarios integristas como Manual Senante, las propuestas de Lamamié acabaron en los escritorios ministeriales.En 1918 intentó entrar él mismo en la política nacional, siguiendo los pasos de su padre, decidió presentarse a las Cortes como candidato integrista por el distrito de Salamanca. En todos los distritos superó al candidato izquierdista Miguel de Unamuno, pero por un ligero margen él mismo fue derrotado por el candidato liberal romanonista, Pérez Oliva.Esto no impidió que sus partidarios reclamaran “triunfo moral”.En las elecciones anticipadas convocadas para 1919, Lamamié volvió a presentarse. Aunque era conocido como concejal, terrateniente local, hijo de un exdiputado, integrista, celoso propagandista católico y activista de sindicatos agrarios locales volvió a perderesta vez fue derrotado decisivamente por un exmilitar que se postuló como candidato conservador independiente.No se observó que renovara sus esfuerzos en las últimas elecciones de la era de la Restauración a principios de la década de 1920,y acogió con entusiasmo el golpe de Primo de 1923.

### En organizaciones agrícolas

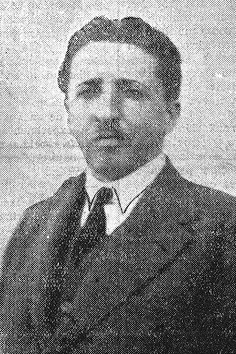
Lamamié, años 30.

Ya en 1918 Lamamié era vicepresidente de la federación local salmantina de sindicatos agrarios. Después de la muerte de su padre al año siguiente, heredó la mayor parte de las propiedades familiares y se convirtió en “uno de los mayores terratenientes del distrito de Salamanca”.Formó parte de la Federación Católica Agrícola, rebautizada más tarde como Federación Católico-Agraria Salmantina;llegando a ser su presidente, desde 1921 Lamamié representó a la organización en la Cámara Agrícola provincial.En 1923 fue más allá de la provincia al convertirse en uno de los líderes de la confederación de sindicatos agrarios de la región de León que en 1925 se convirtió en la Confederación Nacional Católico-Agraria de las Federaciones Castellano Leonesas.
Como representante de organizaciones agrarias, presionó ante varios organismos administrativos y gubernamentales oficiales, como el Consejo Provincial de Fomentoe instituciones regionales. Siendo ya una personalidad reconocida, en las fiestas oficiales a veces hablaba inmediatamente después del gobernador civil.En 1925 fue nombrado comisario regio de fomento, delegado provincial del Ministerio de Fomento;el mismo año llegó a ser presidente de la Federación de Sindicatos Católicos.En 1927 Lamamié era ejecutivo de la Unión Católico Agraria Castellano Leonesa; intentó respaldar su visión del régimen rural y participó en el Congreso Nacional Cerealista.A finales de la década de 1920 se centró en la presidencia de la Federación Católico Agraria Salmantina y en la actividad de la Acción Social Católico Agraria.Formó parte de la Comisión Trigueroharinaria dentro de la Comisión Arbitral Agrícola, un comité de arbitraje primoderiverista supervisado por el Ministerio de Agricultura, y fue miembro de la Cámara de la Propiedad Rústica. Llegó a ser vicepresidente de la Confederación Hidrográfica del Duero,reduciendo su actividad como abogado.
Tras la caída de Primo de Rivera, Lamamié asumió una postura política más militante. En 1930 clamaba por la “grave situación de la agricultura”y exigía una representación consultiva permanente de las federaciones de terratenientes en Madrid.De hecho, poco después, fue nombrado miembro del Consejo de Economía Nacional.En las primeras páginas afirmó que los sindicatos rurales no tenían intención de involucrarse en política,pero por otro lado, cuando representaban al “labrador castellano” miraban más allá del interés puramente agrícola.En junio cofundó Acción Castellana,supuestamente para promover “aspiraciones nacionales y agrarias”,aunque también apareció en reuniones del Partido Provincial Agrario.Llamó a acabar con las oligarquías gobernantes corruptas, pero se opuso a la creciente marea republicana atacando las “falsas libertades y absurdos democráticos”.Según su visión, Castilla como corazón de España recordaba que “en primer término: Dios”.En septiembre declaró su intención de presentarse a las futuras Cortes en nombre de Sindicatos Católicos Agrarios, pero en febrero de 1931 especificó que preferiría presentarse en nombre de Acción Castellana.En abril de 1931 fue elegido presidente de la Confederación Nacional Católico-Agraria, la organización agrícola a nivel nacional.

### Diputado en las Cortes Republicanas
Como representante de Acción Castellana, Lamamié se unió a una alianza general de derechay fue elegido cómodamente para las primeras Cortes Republicanas por Salamanca.En la cámara se unió al bloque agrario;con otros dos integristasformó la derechao “extrema derecha” del grupo.Ya como carlista sería reelegido por el distrito salmantino en 1933y 1936;si bien en el último caso, la candidatura fue anuladay su participación en la negociación de contratos gubernamentales de cereales se consideró incompatible con la ley electoral.Los cinco años que pasó en las Cortes marcaron el clímax de la carrera política de Lamamié. Aunque miembro de grupos menores, se convirtió en una figura reconocible a nivel nacional debido a sus habilidades de oratoria, vehemencia y participación en acalorados debates plenarios. Su carrera parlamentaria estuvo marcada por dos hitos: la oposición a la política agraria republicana y la oposición al laicismo del Estado.

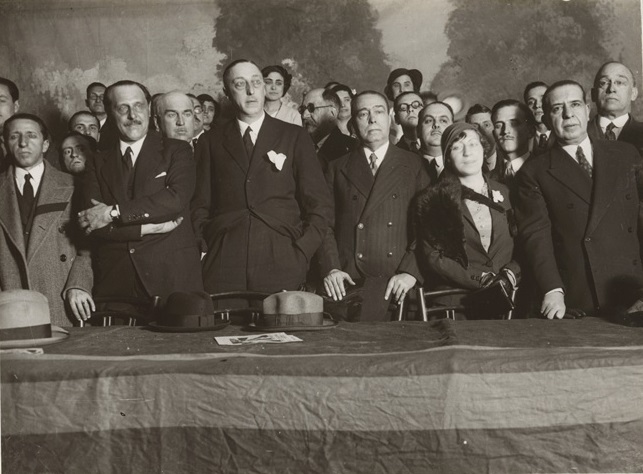
Lamamié (el primero por la izquierda) en un mitin carlista, Barcelona 1932.

Lamamié “emergió como el más ferviente oponente católico a la interferencia estatal en la distribución de la propiedad de la tierra”e hizo todo lo posible para bloquear la reforma agraria; algunos lo cuentan entre los “defensores a ultranza de las viejas estructuras territoriales”.Aunque Lamamié reconoció la necesidad de sanar el régimen rural después de “un siglo de liberalismo rural”, consideró que la ley republicana era una reacción exagerada, “una doctrina aún peor que nos convierte a todos en esclavos del Estado”.Especialmente en 1933-1935 trabajó para flexibilizar las regulaciones rurales ya adoptadas, como la ley sobre jurados mixtos o la Ley de Arrendamiento Rural.Aunque arremetió contra el supuesto estatismo de Giménez Fernández,en ocasiones se tragó su “disgusto por la intervención estatal” y exigió asistencia gubernamental mediante la compra de excedentes de trigo. Lamamié ganó notoriedad cuando los periódicos de izquierda citaron su declaración de que se volvería cismático en lugar de aceptar la reforma agraria en caso de que fuera apoyada por la Iglesia.La afirmación se menciona en la historiografía como una prueba de la hipocresía de Lamamié, pero algunos afirman que fue fabricada como propaganda hostil.Miembro de la derecha radical entre los agrarios, también entre los carlistas, se presentó como “último defensor de la propiedad”contra parlamentarios de partidos de izquierda como Ginés Martínez Rubio.
Otro debate importante en el que participó Lamamié como diputado fue la cuestión religiosa.Apoyó vehementemente la confesionalidad de Estado y afirmó que “Dios es lo primero, y no simplemente relegado a la privacidad de la conciencia”.Durante el debate constitucional de 1931 se opuso ardientemente a las estipulaciones que consideraba opresivas e injustas contra los católicos, advirtiendo que si el Estado se volvía contra ellos, “no tendrían otro remedio que actuar contra la República”.Lamamié no dedicó ni una sola de sus arengas a defender a los jesuitas, la orden marcada para la disolución forzosa. Trató de desmantelar la narrativa republicana del famoso “cuarto voto” jesuitay criticó el proyecto no sólo por considerarlo inhumano, sino también por inconstitucional.Su campaña duró hasta 1933, pero resultó infructuosa.En numerosas ocasiones se le negó el derecho a hablar,más tarde consiguió que sus discursos parlamentarios se publicaran en un periódico.Durante el mandato 1933-1936, dominado por la derecha, exigió nada menos que la derogación del artículo constitucional que definía a la República como un Estado laico.

### Líder carlista
Lamamié ingresó al parlamento republicano como un integrista asociado con círculos agrarios salamantinos y de derecha genérica,pero ya a finales de 1931 estaba en desacuerdo con los conservadores locales.En cambio, como la mayoría de los integristas, comenzó a acercarse a los carlistasy se inclinaba hacia la reunificación de todas las ramas tradicionalistas.El proyecto quedó completo a principios de 1932, cuando se fusionaron en Comunión Tradicionalista.Dentro de la organización, Lamamié ingresó a su Junta Suprema ejecutiva a nivel nacional y se convirtió en secretario del organismo.También desempeñaba dos funciones como jefe tradicionalista regional en León.A finales de 1933 fue puesto a cargo de la sección de propaganday, según se informa, contribuyó al cambio de la imagen carlista. El movimiento ya no era percibido como un grupo anticuado de veteranos seniles sino como una organización dinámica de jóvenes militantes.A veces hablaba en mítines públicosy se convirtió en “el orador carlista más persuasivo y consumado” de las Cortes.Se llevaba bien con la generación anterior de líderes, especialmente con el terrateniente Rodezno, y después de la reorganización de 1934 ingresó no sólo a la amplia Junta Suprema Nacional, sino también a un órgano de gobierno mucho más pequeño, la Junta Delegada.
Ya a principios de la década de 1930, Lamamié trabajó con su colega integrista Manuel Fal Condey, según se informa, afirmó que este último algún día se convertiría en el líder del partido.Tras la creciente decepción con el liderazgo de Rodezno, en 1934 él y Manuel Senante presentaron la candidatura de Fal,quien de hecho asumió la jefatura del partido. Bajo su mando, Lamamié mantuvo su puesto como jefe de propaganday en 1935 fue nombrado miembro del Consejo de la Comunión, un órgano asesor que supuestamente ayudaría a Fal.Desde mediados de la década de 1930 fue reemplazando gradualmente a Rodezno como líder parlamentario carlista. En el partido era una de las figuras centrales en las que “se podía confiar para cerrar la brecha entre los antiguos y los nuevos establecimientos de la Comunión”.
Aunque algunos estudiosos admiten que inicialmente Lamamié podría haber estado dispuesto a colaborar con las autoridades republicanas,adoptó “una postura suave y conciliadora” y sólo después de 1933 se convirtió en “integrista furibundo”,señalan que no fue necesario mucho antes de que comenzara a ver la República como un régimen tiránico que tarde o temprano sería derrocado. Consideró que la democracia era incompatible con los "derechos del pueblo".Desde finales de 1931 fue cada vez más crítico con la política de derecha guiada por el principio del “mal menor” y, por tanto, abandonó Acción Castellana a finales de 1932.Desde entonces despreció a la CEDA por sus ilusiones sobre la rectificación de la Repúblicay en 1934 afirmó que el gobierno respaldado por la CEDA cedió ante Lerroux y la izquierda.En 1935 se involucró en virulentas polémicas periodísticas con su antiguo protegido José María Gil-Roblesque en El Debate lo denunció por ir en contra de las enseñanzas papales;a pesar de ello, en 1936 ayudó a medias a Fal en su intento de montar una alianza electoral de derecha.Si bien era hostil a los cedistas, estaba moderadamente a favor de una alianza monárquica genérica dentro del Bloque Nacional. Fue uno de los 142 firmantes del manifiesto fundacional del Bloque Nacional,y pasó a formar parte de su ejecutiva.Como ex integrista, no habló abiertamente sobre cuestiones dinásticas, aunque se mantuvo totalmente dentro de los límites de la lealtad carlista.

### Conspirador y rebelde
Desde el triunfo electoral del Frente Popular en febrero de 1936, Lamamié estaba cada vez más perplejo ante la percepción de una marea revolucionaria y se inclinaba a montar una contraataque. A principios de la primavera “alimentó el anhelo de un levantamiento puramente carlista”,preparado pero finalmente abandonado por el ejecutivo de Comunión. Sin embargo, siguió muy involucrado en la conspiración;junto con el representante dinástico Don Javier y Manuel Fal formó un triunvirato que coordinaba los trabajos de todos los sectores de la organización.Aunque no habló con conspiradores militares, negoció con Gil-Robles. Todavía el 12 de julio en San Juan de Luz ambos discutieron infructuosamente sobre el acceso de la CEDA al golpe.No está claro dónde residió Lamamié los días 18 y 19 de julio, pero se sabe que su esposa y algunos hijos permanecieron en Madrid. 

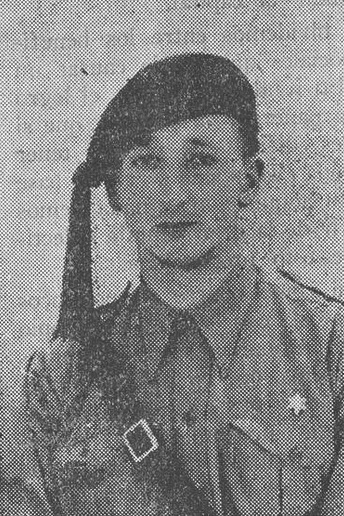
Su hijo con el uniforme requeté

El 26 de julio Lamamié pronunció un discurso retransmitido por la radio de Burgosdonde llamó a apoyar la "cruzada sacrosanta" contra la "horda de malhechores al servicio de Rusia".En respuesta, su cuenta bancaria en Madrid fue confiscada y la prensa republicana afirmó que se habían encontrado una ametralladora y un montón de municiones en su caja de seguridad.Durante agosto recorrió varias ciudades del Norte de Castilla fomentando el reclutamiento y visitando unidades del requeté.En septiembre ingresó como secretario de la recién formada junta ejecutiva del partido en tiempos de guerra, la Junta Nacional Carlista de Guerra.Con su oficina radicada en Burgos, a Lamamié también se le encomendó el reclutamiento y despliegue del requeté.Parece haber mediado entre Fal Conde y un comando navarro algo autónomo, la Junta Central Carlista. Algunos autores afirman que estaba entre los administradores menos confiables de Fal, aunque esto le permitió entablar algunas negociaciones entre las dos Juntas Carlistas.Cuando Fal se vio obligado a exiliarse, el poder en el partido técnicamente recaía en Valiente y Lamamié, aunque en realidad recayó en los líderes tradicionales de Navarra y los Vascongadas.En diciembre fue confirmado como miembro de la Junta Nacional reorganizada de ocho miembros.Cultivó las habituales tareas de propaganda, pero también se le encomendó la dirección de la Sección Administrativa.
Lamamié estaba cada vez más desconcertado por el gobierno de mano dura del emergente Franco. A principios de 1937 intervino ante el general Dávila para que Fal Conde fuera liberado del exilio; el alegato fue inútil.En febrero participó en la crucial reunión de Insua, donde los líderes carlistas y su regente discutieron la amenaza de una fusión política impuesta por los militares. Su postura no es clara; muy escéptico acerca de la unificación forzada, no se expresó decididamente en contra de ella, lo que no le ahorró una especial animadversión personal en el cuartel general de Franco.Un historiador contemporáneo lo cuenta entre “dos de los más persistentes indecisos” y otro lo ubica “entre un polo y el otro” de la capa de mando carlista.A principios de abril entabló infructuosas conversaciones de último momento con líderes falangistas, preparadas para acordar una alianza desde abajo. Finalmente, cuando se enfrentó al dictamen de la unificación militar, optó a regañadientes por cumplir, asumiendo que en caso de que algo saliera mal, “nuestra Causa Sagrada siempre renacería de sus propias cenizas”.

### Sansidrinoinquieto
Don Javier consideró plenamente leal a Lamamié y lo autorizó a ingresar en los órganos de gobierno del partido del estado unificado, pero prefirió bajar el tono en sus compromisos políticos. En cambio, reanudó su actividad en organizaciones agrícolas, en particular la Confederación Nacional Católica Agraria, que aún presidía. Por su acrónimo CNCA, Lamamié y otros de sus principales cabilderos fueron denominados "sansidrinos".Ya en junio de 1937 se celebró una gran Asamblea Cerealista en Valladolid; Lamamié fue confirmado en la presidencia de la CNCA y presidente de uno de sus componentes, la Confederación Católico Agraria. Las relaciones con el régimen franquista emergente siguieron siendo correctas; la estructura confederativa tradicional estaba afiliada al recién establecido Servicio Nacional Sindicalista de Trigo y ambas organizaciones declararon un total entendimiento mutuo.A finales de 1937, Lamamié obtuvo personalmente algunos contratos no especificados en la provincia de Salamancay en marzo de 1938 el decreto del Interior lo nombró gobernador del Banco de Crédito Local de España, con sede en Burgos,un banco al que se le había confiado ayuda financiera a los municipios arrebatados a los republicanos. 

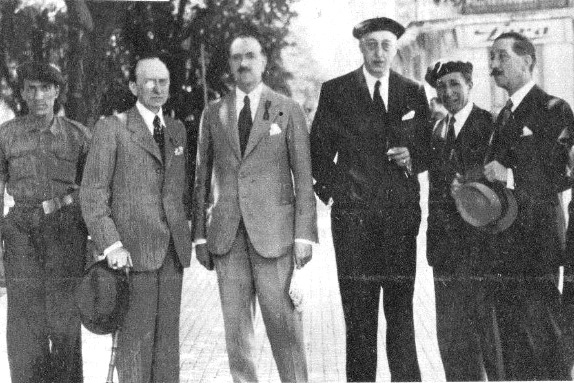
En Burgos en 1937 (segundo por la derecha)

A lo largo de 1938, la CNCA y la administración nacional sindicalista franquista estaban cada vez más en camino de colisión, y ambos promovían visiones confrontadas del régimen rural.El primer campo de batalla fue Cataluña, donde en las zonas tomadas por los nacionalistas el organismo local tradicional, el Instituto Agrícola Catalán de San Isidro, intentó reafirmar su dominio. CNCA respaldó sus afirmaciones y argumentó que de ninguna manera interferían con los sindicatos verticales oficialmente declarados; se llegó a un punto muerto.Sin embargo, en octubre de 1938 el gobierno emitió la Ley de Cooperativas, que dejó a los sansidrinos profundamente decepcionados. En abril de 1939, la CNCA exigió que se publicaran reglas claras del recién creado Servicio Nacional de Cooperativas y subrayó que las organizaciones rurales tradicionales no ingresaron al SNC en espera del momento en que se defina legalmente. Lamamié emitió declaraciones que, de forma velada, advertían contra las decisiones ministeriales arbitrarias, defendían la coexistencia de organismos estatales y privados y pedían el reconocimiento de las organizaciones rurales de tres niveles.Durante 1939 y 1940 la CNCA afirmó que podía operar “sin rozar la función de los Sindicatos verticales” y luchó contra la marginación.
A principios de la década de 1940, el falangismo militante sindicalista disfrutó de su clímax en la España franquista; se tradujo también en el resultado de la lucha por el poder dentro del ambiente agrícola rural. A pesar de las repetidas declaraciones de lealtad por parte de la CNCA y de las numerosas garantías de que de ninguna manera representaba un hilo conductor para la ley sindical,los agrarios conservadores y cristianos estaban siendo cada vez más marginados. También Lamamié perdió fuelle y en un momento admitió, en relación con las nuevas regulaciones previstas, que “no tuvo ningún reparo que objetar sino por el contario le pareció muy bien”.En septiembre de 1940 dejó la presidencia de la CNCA y las declaraciones de su reunión con la Delegación Nacional de Sindicatos sonaron como admitir la derrota.Con Lamamié como presidente honorariola CNCA finalmente se disolvió e incorporó a la nueva Unión Nacional de Cooperativas del Campo en 1942.Lamamié siguió presidiendo el Banco Exterior de Crédito Local de España al menos hasta principios de la década de 1940.

### Actividad carlista tardía
En esos años, Lamamié apenas destacó oficialmente por su actividad política carlista,aunque participó en servicios religiosos con sabor a tradicionalismo u otros mítines.Solía participar en reuniones confidenciales; en 1940, al regresar de una sesión de este tipo con el general carlo-franquista Ricardo Rada, sufrió un accidente automovilístico y apenas logró deshacerse de la documentación relacionada potencialmente dañina antes de que llegara la patrulla de la Guardia Civil.El mismo año mantuvo correspondencia con el director general de Seguridad protestando por las represiones contra militantes carlistas en varias provincias,por ejemplo, en Ciudad Real, Salamanca, Murcia y Palma de Mallorca. En otro frente, conversó sobre mantener a los alfonsistas bajo control.En 1941 Lamamié proporcionó a don Javier su análisis político, pero se desconoce su contenido. Durante el clímax del poder nazi en Europa, abogó por una política española neutral y declaró que los carlistas individuales eran libres de alistarse en la División Azul, pero la Comunión de ninguna manera respaldaría el reclutamiento.En otra carta, enviada en 1942, protestó ante Ramón Serrano Súñer contra las medidas oficiales aplicadas a Fal Conde.En 1943 firmó conjuntamente un gran documento dirigido a Franco y conocido como Reclamación de Poder; sus signatarios carlistas pidieron acabar con los rasgos sindicalistas e introducir una monarquía tradicionalista.
Aunque mantenía relaciones formales correctas con la administración oficial,a mediados de la década de 1940 Lamamié se contaba entre los antifranquistas moderados. Durante una reunión monárquica de 1944 en la que también participaron los alfonsistas, votó en contra de organizar un golpe de Estado destinado a derrocar al caudillo.En 1945 participó en una reunión clandestina en San Sebastián con don Javier.En 1947 participó en la primera sesión del ejecutivo carlista desde la sesión de Insua de 1937 y entró en el restablecido Consejo Nacional de cinco miembros.En ocasiones publicó en boletines carlistas semiclandestinos, aunque no bajo su propio nombre.En apoyo de la estrategia falcondista moderadamente antifranquista, se opuso a la línea sivattista vehementemente antifranquista, cada vez más visible a finales de la década de 1940.A principios de la década de 1950, como secretario del ejecutivo carlista, preparó documentación que se suponía respaldaba el reclamo real de don Javier, quien hasta entonces se había hecho pasar por un regente y no había presentado reclamos monárquicos explícitos; editó la versión final de la declaración, realizada por el reclamante durante el Congreso Eucarístico celebrado en Barcelona en 1952.En aquel momento ya padecía mala salud y a principios de los años cincuenta utilizaba silla de ruedas;sin embargo, en 1954 aceptó ser miembro del renovado partido Junta Nacional y su órgano de gobierno interino, la Comisión Permanente.A mediados de la década de 1950, la postura carlista frente al régimen cambió de una oposición a una cooperación cautelosa; quedó sellado con la destitución de Fal Conde y la asunción del liderazgo político de José María Valiente. Este último todavía consideraba a Lamamié un leal “hombre firme y enérgico”y lo sondeó al asumir la secretaría de la junta del partido gobernante. En 1956, Lamamié respondió que, aunque estaba enfermo, estaba dispuesto a ofrecer su nombre como “una garantía absoluta de defensa de la Causa”;su muerte llegó antes.